# Hideaway (canción de Elan)
«Hideaway» es el tercer sencillo del álbum debut de la cantante mexicana Elan llamado Street Child. La canción fue escrita por la propia cantante.

## Video musical
El video musical fue dirigido por el director conocido como Leche, en la Ciudad de México. En el video se muestra a la cantante tocando el piano, y narra la historia de un hombre que sufre una decepción amorosa, al ver que su amada está con otro hombre.